# Das Tier in mir
Das Tier in mir ist eine achtteilige Promi-Doku, welche auf der britischen Sendung „My Life as an animal“ basierte.

## Sendungskonzept
In jeder Folge treten zwei Prominente gegeneinander an, indem sie vier Tage lang bei verschiedenen Tieren leben. Hier müssen sie mit den Tieren leben, essen und schlafen. Ziel des Projektes ist es, dass die Tiere den Prominenten als einen von ihnen akzeptieren. Unterstützung erhalten sie von den Tierexperten Nicole Degner und Christoph Kappel. Der Gewinner erhält 5.000 Euro, die er für eine Tierschutzorganisation spenden kann.

## Folgen
| Folge | Kandidat Nr. 1 (Tier)      | Kandidat Nr. 2 (Tier)                    |
| 1.    | Olivia Jones (Kamel)       | Oliver Beerhenke (Bär)                   |
| 2.    | Annina Ucatis (Schwein)    | Jörg Krusche (Robbe)                     |
| 3.    | Charlotte Karlinder (Hund) | Nico Schwanz (Strauß)                    |
| 4.    | Katy Karrenbauer (Esel)    | Jochen Bendel (Känguru)                  |
| 5.    | Ross Antony (Wolf)         | Prinzessin Maja von Hohenzollern (Ziege) |
| 6.    | Ulli Potofski (Elefant)    | Ingrid van Bergen (Schaf)                |

## Rezeption
Die Sendung wurde von Anfang an scharf kritisiert. Aufgrund schlechter Einschaltquoten wurde die Sendung schließlich nach gerade einmal zwei Ausgaben abgesetzt.